# Pomoćni program
Pomoćni programi su vrsta sustavskih programa koje se izradilo radi pomaganja pri analiziranju, konfiguriranju, optimiziranju rada i održavanja računala. Jedan pomoćni program se obično zove alatom.

## Vrste
Pomoćni programi se dijele na programe koji:
- pohranjuju sadržaj diska
- defragmentiraju disk
- provjeravaju sadržaj diska
- čiste disk od raznih nepotrebnih zaostatnih datoteka
- analiziraju diskovni prostor
- particioniraju disk
- izrađuju sigurnosnu kopiju
- komprimiranje podataka
- komprimiraju sadržaj diska
- upravljaju datotekama
- arhiviraju datoteke
- profiliraju sustav
- nadziru sustav
- antivirusni programi
- heksadecimalno uređuju datoteke
- komprimiraju datoteke
- kriptiraju
- čiste registar
- mrežni pomoćni programi
- čuvari zaslona